# Eustachius Friedrich von Löser
Eustachius Friedrich von Löser (* 28. September 1699 in Nudersdorf; † 19. Februar 1775 auf der Festung Königstein) war ein kursächsischer Generalmajor von der Kavallerie und bestallt gewesener Kommandant der Festung Königstein.

## Leben
Löser stammte aus dem im Kurkreis ansässigen Adelsgeschlecht Löser, war der Sohn von Eustachius von Löser und schlug eine Militärlaufbahn ein. 1733 war er bereits Rittmeister in Auerstedt. Später wurde er Generalmajor von der Kavallerie in Dienst der Wettiner und 1770 Kommandant der Festung Königstein. Er starb unverheirat und ohne legitime Nachkommen.